# Берибери
Берибери је неуролошки и кардиоваскуларни поремећај који настаје услед недостатка витамина Б1, такође познат и као тиамин.Ова болест и дан данас представља веома велики проблем на Далеком истоку, јер пиринач који се тамо користи у исхрани, нема високи ниво витамина Б1. 
Берибери се такође понекад појављује у поодмаклим фазама алкохолизма. Оштећења које изазива болест се најчешће карактерише као бол у екстремитетима и промене у боји коже. Срце код неких људи може да буде увећано, и број откуцаја је нерегуларан.
ТПП, или тиамин пирофосфат је простетична група трију веома важних ензима - пирувата дехидрогеназе, алфа-кетоглутарат дехидрогеназе и транскетолазе (сва три ензима су саставни део Кребсовог циклуса). При реакцијама у којима се користи тиамин пирофосфат врши се трансфер активиране алдехид групе. У болести берибери, ниво пирувата, односно пирогрожђане киселине, и алфа-кетоглутарата у крви су много виши него што је нормално. Витамин Б1 реагује са фосфатом како би се произвео тиамин пирофосфат, неопходан у Кребсовом циклусу. Недостатак витамина Б1, или његово минимално конзумирање, доводи до или снижене производње, или до потпуног престанка производње тиамин пирофосфата.
Пацијенти се често жале на потпуну малаксалост. Берибери на језику којим се служе домороци у Шри Ланци, Сингалском, значи ја не могу, ја не могу. Болест је управо први пут и забележена у овом региону, а и данас је једна од највећих здравствених проблема Истока. Пиринач у себи највише има витамина Б1 у својој љусци. На Истоку, љуска од пиринча се при кувању одвоји од језгра, и на крају се у исхрани користи само језгро пиринча, те конзумирање витамина Б1 је крајње непотпуно. Лекари на западу дуго времена нису могли да разумеју шта је то што чини људе толико болесним, док нису схватили начин на који се кува пиринач. Берибери је још једна од болести које су узрок дефекта или недостатка ензима.